# Johannes Wildner
Johannes Wildner (* 5. März 1956 in Mürzzuschlag, Steiermark) ist ein österreichischer Dirigent und Hochschullehrer.

## Leben und Wirken

### Künstlerische Laufbahn
Johannes Wildner studierte an der Musikhochschule Wien und in Parma Dirigieren bei Karl Österreicher, Otmar Suitner und Vladimir Delman sowie Violine bei René Staar. Seine Promotion in Musikwissenschaft erfolgte an der Universität Wien. Zunächst spielte er ab 1981 als Geiger im ORF-Symphonieorchester und als Konzertmeister im Niederösterreichischen Tonkünstlerorchester und war danach von 1985 bis 1995 Mitglied des Orchesters der Wiener Staatsoper und der Wiener Philharmoniker. Seine Laufbahn als Orchestermusiker beendete er, um sich ganz dem Dirigieren zu widmen.
Bereits 1984 begann Wildners Wirken als Dirigent mit der Leitung des Johann-Strauß-Ensembles der Wiener Symphoniker, mit dem er mehrere Japan-Tourneen absolvierte. Von 1990 bis 1993 bekleidete er die Position des Chefdirigenten der Staatsphilharmonie Košice in der Slowakei, war anschließend von 1993 bis 1996 Erster Gastdirigent des Rundfunkorchesters Bratislava und 1994/1995 Chefdirigent an der Prager Staatsoper. Nach einem Engagement als erster ständiger Dirigent an der Oper Leipzig (1996–1998) war Wildner von 1997 bis 2007 Generalmusikdirektor der Neuen Philharmonie Westfalen, die auch als Opernorchester des Musiktheaters im Revier in Gelsenkirchen fungiert. 2007 wurde er zum Ehrendirigenten dieses Orchesters ernannt.
Es folgten Gastdirigate an großen Opernhäusern. Wildner wirkte von 2010 bis 2014 als Erster Gastdirigent des Londoner BBC Concert Orchestras und war von 2019 bis 2022 Chefdirigent des Sønderjyllands Symphony Orchestra in Dänemark. Zudem war er von 2013 bis 2023 Intendant des Opernfestivals Oper Burg Gars in Niederösterreich.
Wildner gastiert regelmäßig an Opernhäusern wie der Volksoper Wien, dem Opernhaus Graz, dem Landestheater Salzburg, der Oper Leipzig, der Staatsoper Prag, Zagreb, der Arena di Verona und dem Neuen Nationaltheater Tokio und dirigierte Orchester wie zum Beispiel die Wiener Symphoniker, das Royal Philharmonic Orchestra, die Sankt Petersburger Philharmoniker, die Dresdner Philharmonie, die Deutsche Staatsphilharmonie Rheinland-Pfalz, das Philharmonische Orchester Bergen, das Haydn-Orchester in Bozen-Trient, das Bruckner Orchester Linz, das Tonkünstler-Orchester Niederösterreich, das Mozarteumorchester Salzburg, das New Zealand Symphony Orchestra, das Tokyo Philharmonic Orchestra, das Taiwan Symphony Orchestra, die China Philharmonic und das Hong Kong Philharmonic Orchestra sowie Rundfunkorchester wie das Symphonieorchester des Bayerischen Rundfunks, die Deutsche Radio Philharmonie Saarbrücken Kaiserslautern, das MDR-Sinfonieorchester, das ORF Radio-Symphonieorchesters Wien und das Dänische Radio-Sinfonieorchester.
Seit 2008 dirigiert Wildner am Österreichischen Nationalfeiertag das Wiener Johann Strauss Orchester im Wiener Musikverein.

### Lehrtätigkeit
Wildner lehrte von 2014 bis 2023 als Professor für Dirigieren an der Universität für Musik und darstellende Kunst Wien.

### Privates
Wildner hat drei Kinder aus erster Ehe, darunter der ORF-Korrespondent Nikolaus Wildner (* 1985). Seit 2005 ist er mit Esther Schollum verheiratet.

## Diskografie
Johannes Wildner hat zahlreiche CDs, DVDs und Videos aufgenommen, darunter die Gesamtaufnahmen der Fledermaus und von Così fan tutte, Live-Mitschnitte von Carmen, Le nozze di Figaro und Così fan tutte sowie die 3. und 9. Symphonie von Anton Bruckner. Zu den jüngeren Aufnahmen gehören drei CDs mit unbekanntem Repertoire von Erich Zeisl, Joseph Marx und Johann Nepomuk David, sowie 2010 das Gesamtwerk für Klavier und Orchester von Robert Schumann mit dem Pianisten Lev Vinocour und dem Radio-Symphonieorchester Wien. 2013 wurde seine Aufnahme des Beethoven-Violinkonzerts mit dem jungen kanadischen Geiger Alexandre da Costa und der 7. Symphonie von Beethoven bei Warner Classics veröffentlicht. 2014 folgten Aufnahmen von Werken von Frédéric d’Erlanger und Walter Braunfels mit dem BBC Concert Orchestra.